# Puerto Naranjahai

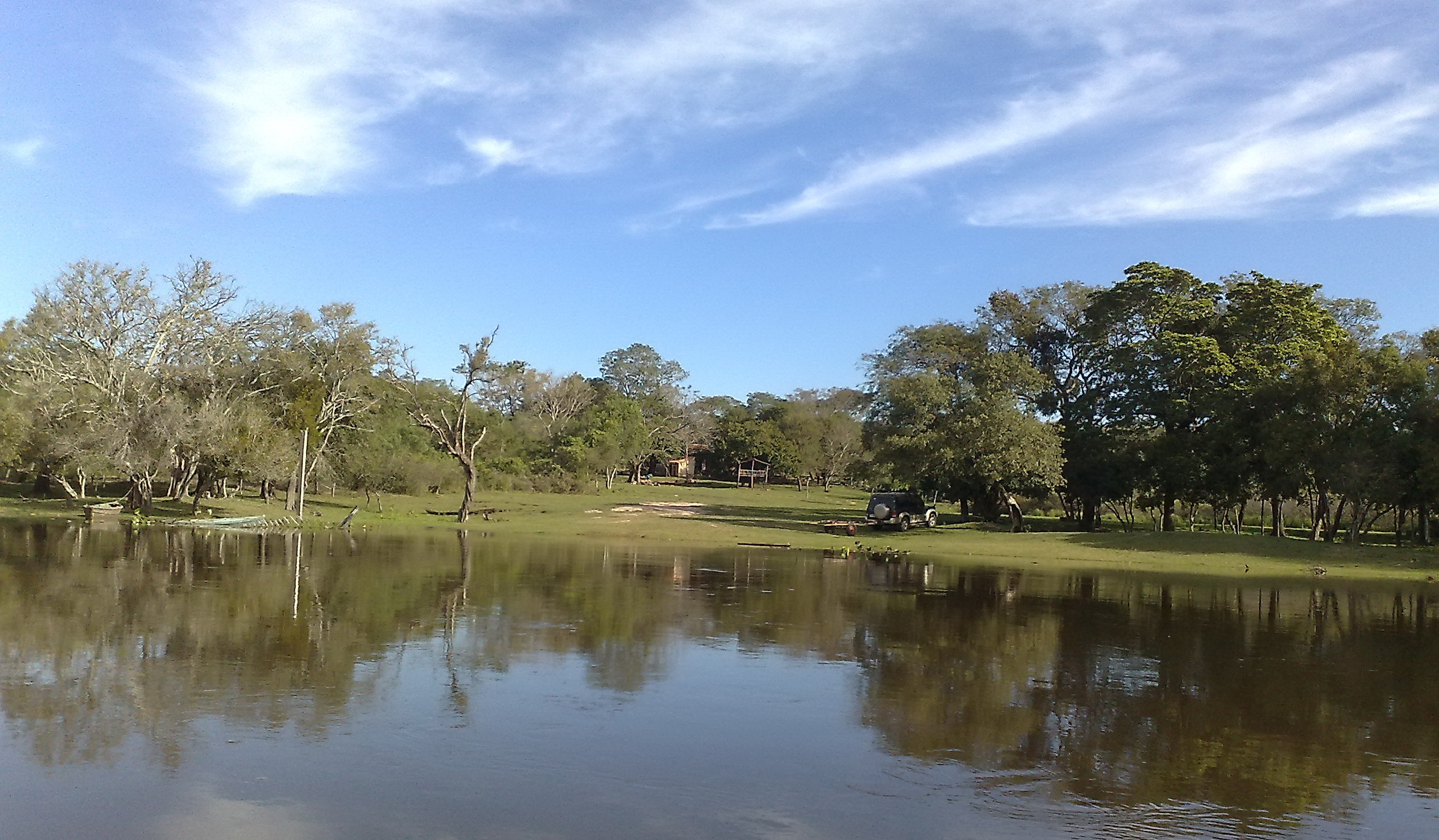
Vista del puerto desde el río.

Puerto Naranjahai es una granja ubicada en Arroyos y Esteros, Paraguay. Está asentado en el extremo norte de un poblado llamado Pirapomi, a la vera del río Manduvirá. Esta ruta fluvial era la principal vía de comunicación entre Arroyos y Esteros y Asunción, antes de la utilización de caminos de todo tiempo.
Por tener costas sobre el río, este lugar se ha convertido en un lugar de turismo, de las ciudades aledañas. Está ubicado cerca de las poblaciones de Pirapomi e Itapirú, en el distrito de Arroyos y Esteros, a 17 km de esta ciudad y a 84 km de Asunción
El sitio cuenta con algunos establecimientos turísticos y ganaderos sobre el Manduvirá, que sirven a los visitantes que gustan de disfrutar al aire libre y de actividades recreativas en el agua. Es ideal asimismo para gente que gusta de la pesca deportiva, para descanso.
Por la ruta III – General Aquino, a 68 km de la Ciudad de Asunción, se llega a Arroyos y Esteros; en el único cruce principal a la ciudad, a la izquierda se toma un camino de empedrado que se dirige a Itaipirú, 17 km; al terminar el empedrado, se continúa un camino de tierra, hacia la derecha 1 km, hasta llegar al Río Manduvirá.

## Historia
Es un antiguo puerto cercano a la ciudad de Arroyos y Esteros, en Paraguay, que era utilizado hasta la década del 70, como el único medio de comunicación entre esta ciudad y Asunción. Esta vía fue suplantada posteriormente por caminos de todo tiempo, que unió las ciudades de Arroyos y Esteros, Emboscada, Tobatí, Altos, Loma Grande, Nueva Colombia y otras ciudades del departamento de Cordilleras.
El mismo era utilizado para transporte de frutos del país hacia la ribera del río próxima a la capital por vía fluvial; y para el transporte de distintos tipos de productos elaborados desde Asunción hacia dicho lugar.
Frente al puerto, por el cauce del Manduvirá en la etapa final de la Guerra de la Triple Alianza entraron 12 buques paraguayos, buscando huir de los brasileños que los seguían. Finalmente se adentraron en un afluente del Manduvirá, y encallaron y fueron hundidos por los paraguayos en Vapor cue, cuyo museo representa un orgullo para la Armada paraguaya. 
Cuenta la tradición, que a orillas del río Manduvirá. en el Puerto Tobati Tuyá, fueron encontradas las dos imágenes de le Virgen María, actualmente una de ellas en Caacupé y la otra en la ciudad de Tobati, hasta donde llegaron los Tobas Morotí luego de una gran inundación.

## Turismo

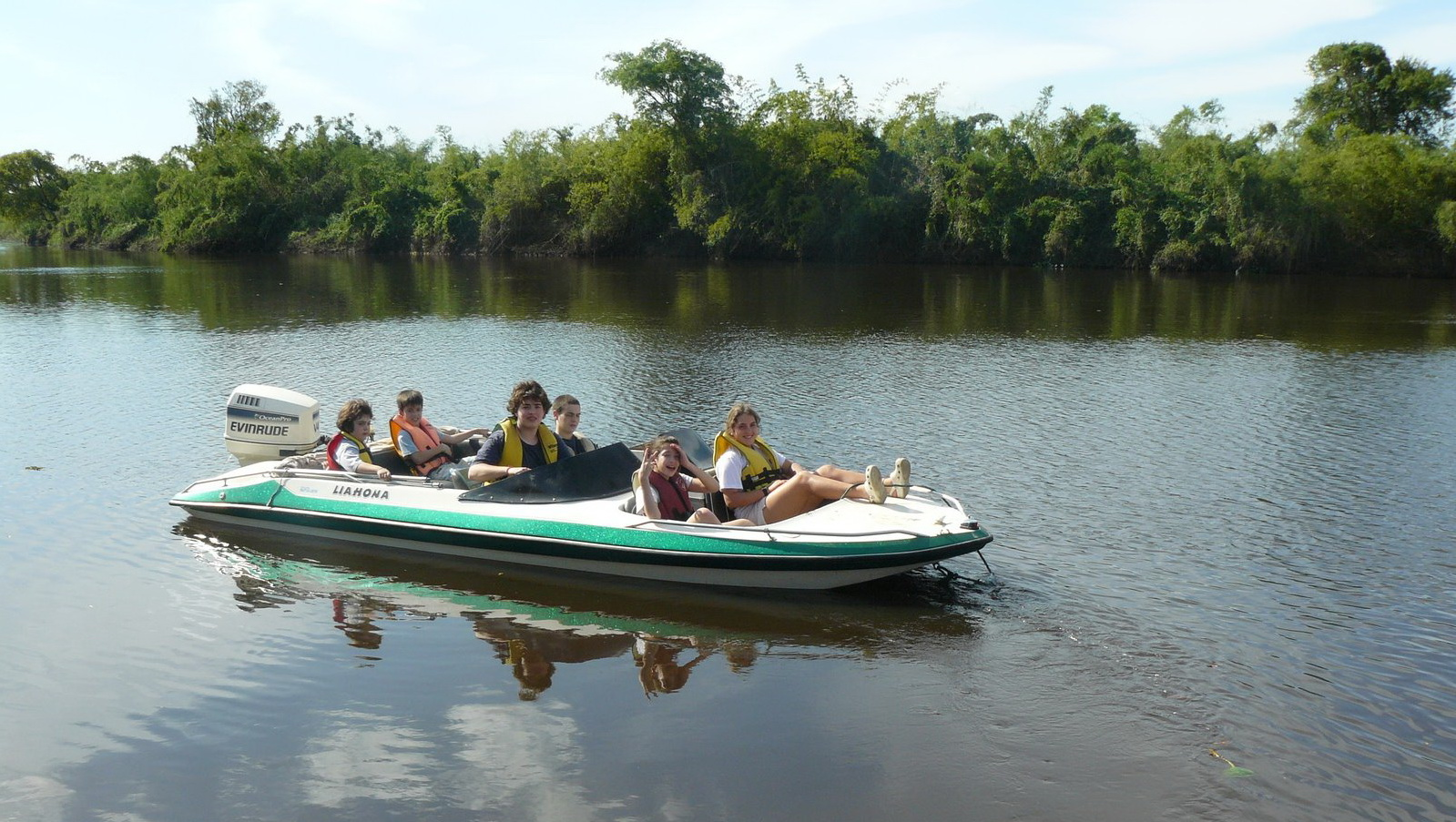
Paseo en lancha en familia.

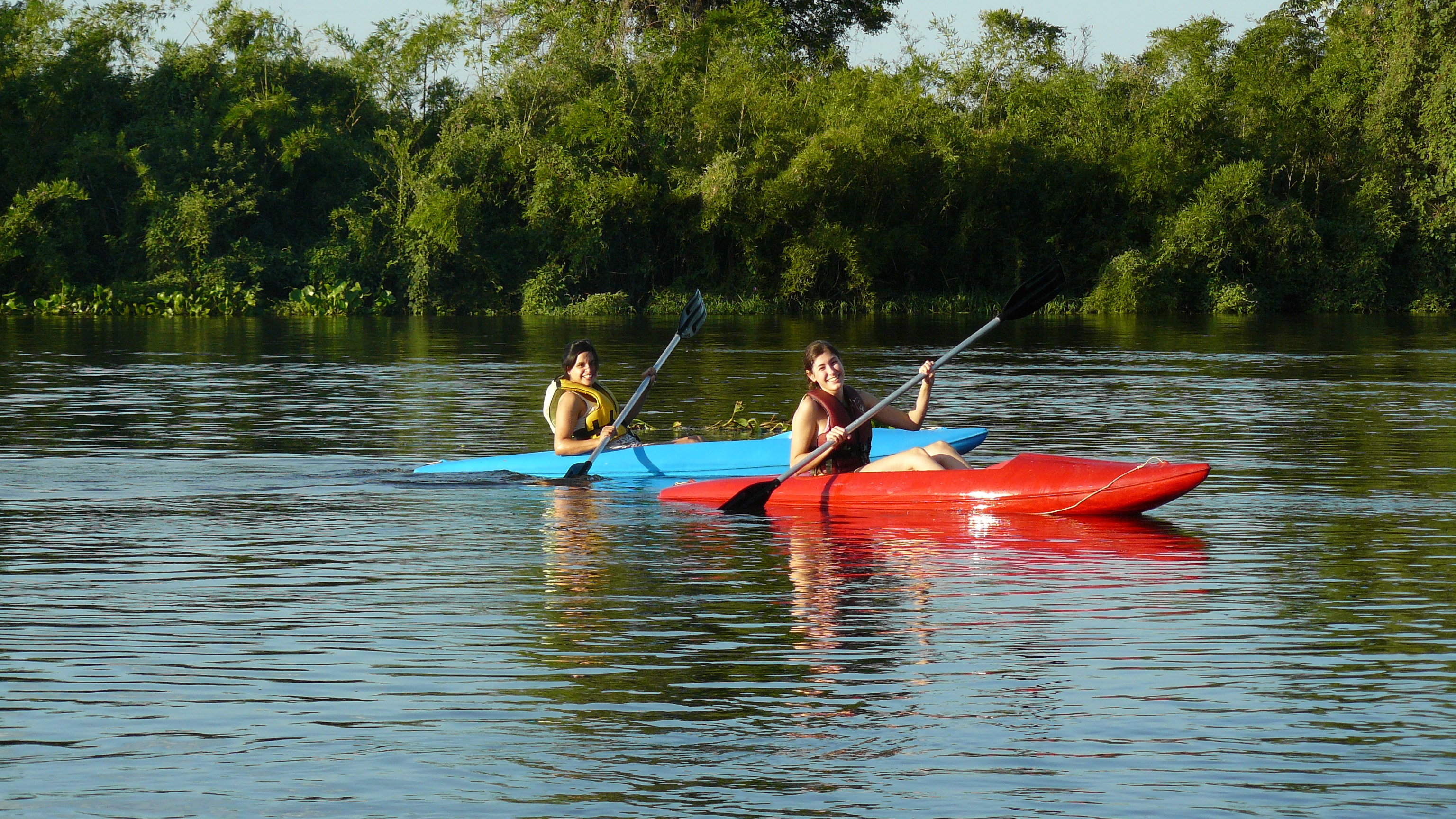
Paseo en kayaks frente al puerto.

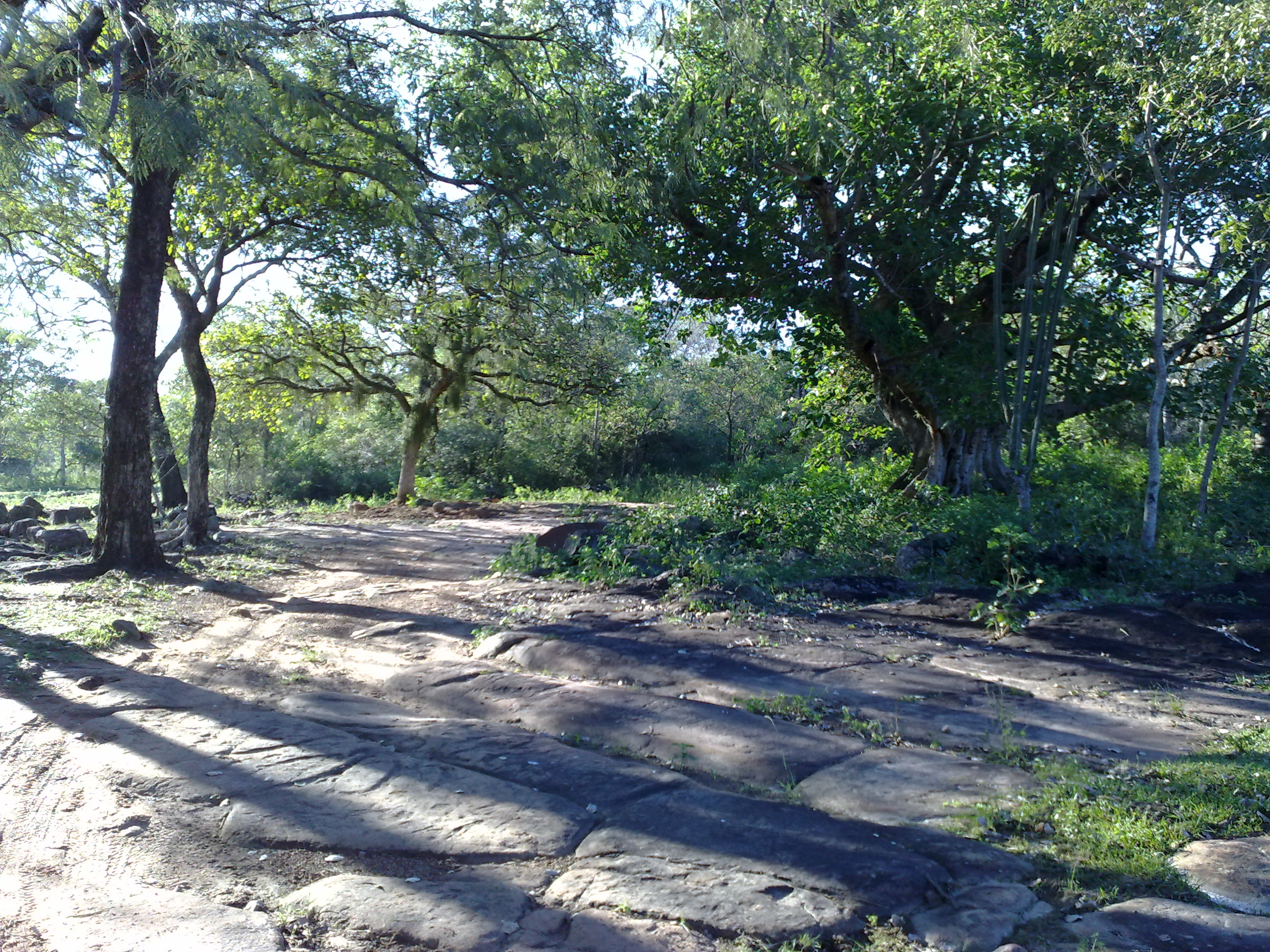
Camino natural de piedras.

Son varios los emprendimientos relacionados con el turismo en la zona. 
En los pueblos de Tobati Tuya, Itapirú y la ciudad de Arroyos y Esteros, cercanos a este río, se realizan periódicos eventos para promocionar estos lugares. 
Existen balearios como el Piro'y, situado a 8 km de la ruta 3. También está el parque ecológico Puerto Naranjahai, situado a 17 km de la ruta 3.
El puerto está ubicado estratégicamente para recibir a visitantes que gusten de la pesca, ya que, a través del río Manduvirá, conecta a los principales pesqueros de la zona norte del Río Paraguay, próxima a Asunción, como Puerto Emiliano, Riacho He'e y otros.
El lugar cuenta con guardería de lanchas, ya que sus principales visitantes son pescadores deportivos.
Aquí se realizan varias actividades recreativas por el río, como paseos en canoas y lanchas.
Se realizan también safaris fotográficos por los ríos Manduvirá y Paraguay, hasta llegar al Riacho He'e, donde si uno se interna podrá ver algunas especies de carpincho y yacaré, entre otros animales.
Debido al carácter campestre del sitio, hay que tomar los recaudos de tener siempre a mano agua potable, repelentes de insectos, protector solar y otros artículos básicos que garanticen los cuidados básicos.
La particularidad geológica de toda la zona de Emboscada, hasta el río Manduvirá es que está pincelada de grandes extensiones de piedras, generalmente areniscas, las cuales afloran en ciertos lugares y en otros está a no más de 60 cm del suelo. 
Esta particularidad configura la geografía típica de esta región y específicamente de este puerto.

## Fauna y flora
La fauna relativa a las aves en la zona es variada. Es usual en la zona ver volando tucanes y otros tipos de aves. También hay diferentes tipos de garzas y patillos.
Existen también a sus alrededores (más hacia la zona chaqueña) kuatí, carpincho, yacaré, lobos, cangrejos, mbigua, tucán y diferentes tipos de serpientes, entre ellas la curiyu.
La variedad de peces que ofrecen estos ríos es buena, ya que cuentan con varias especies, principalmente de pequeños tamaños. Entre las especies que más se pueden observar están el mandi'i, la corvina, el armado, el dorado, el surubí, la boga, pacú y otros.
La flora en el puerto es propia de las riveras de los ríos, con abundantes manglares, tacuaras, y otros arbustos nativos. Un bosque perenne con variedades de Guayaybi, Curupay, Tajy, Guapoy, Timbo, Timbo'y, Peterevy y otras variedades, cubren las zonas salpicadas por rocas.